# Per Schytte
Per Schytte är en gemensam pseudonym för manusförfattarna Adolf Schütz och Paul Baudisch.
Adolf Schütz och Paul Baudisch var ett par österrikiska författare som anlänt till Sverige som flyktingar omkring 1939. De etablerade sig omgående som en filmförfattarfirma men de blev inte varmt välkomnade av de svenska filmkritikerna och valde ganska omgående att framträda under olika signaturer. Utöver Per Schytte förekom de också som A. Paul och George Martens.

## Filmmanusi urval som Per Schytte
- 1947 – Tappa inte sugen
- 1948 – Soldat Bom
- 1949 – Greven från gränden
- 1949 – Pappa Bom
- 1951 – Tull-Bom
- 1952 – Flyg-Bom
- 1953 – Dansa min docka
- 1953 – Dumbom
- 1954 – Östermans testamente
- 1955 – Ljuset från Lund
- 1956 – Kulla-Gulla
- 1956 – 7 vackra flickor
- 1957 – 91:an Karlsson slår knock out
- 1958 – Flottans överman
- 1959 – Bara en kypare

## Filmmanus i urval som George Martens
- 1944 – Appassionata